# Піддубне (Новомосковське сільське поселення)
Піддубне (рос. Поддубное) — селище Гур'євського міського округу, Калінінградської області Росії. Входить до складу Новомосковського сільського поселення.
Населення —  166 осіб (2015 рік). 

## Населення
| 2002 | 2010 | 2011 |
| ---- | ---- | ---- |
| 146  | ↗166 | →166 |